# حمام كهربائي (العلاج بالصدمات الكهربائية)

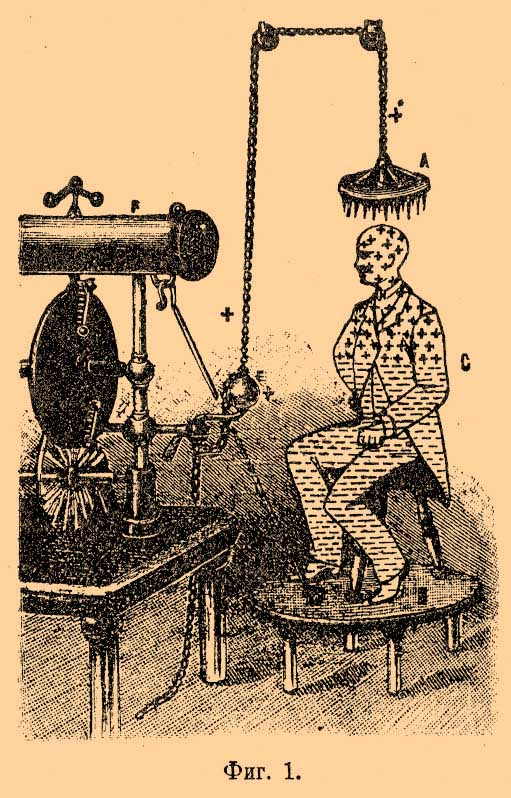
حمام كهربائي عالي الجهد (1890-1900)

الحَمّام الكَهربائِي هُو عِلاج طِبّي مِنْ القَرن التاسِع عَشَر تَمَ فيه استِخدَام جهَاز كَهربائِي عَالِي الجَهد لكهربة المَرضَى عَنْ طَرِيق التَّسَبب فِي تَرَاكم شحنَة كَهرَبائيّة عَلَى أجسَامِهِم. عُرفت هَذِه العَمَلِية فِي الوِلَايَات المُتحِدة باسم فرانكلينزيشن بَعْد بنجامين فرانكلين. أصبَحت هَذِه العَمَليّة مَعرُوفة عَلَى نِطَاق وَاسِع بَعدَ أن وصَفَها فرانكلين فِي مُنتَصَف القَرن الثَّامِنَ عَشَر، ولَكِن بَعدَ ذَلِكَ اقتَصَرت مُمارسَتها فِي الغَالِب عَلَى الدجالين. فِي مُنتَصَف القَرن التّاسِع عَشَر جَلبَه بيرد (Golding Bird) إلَى التيار الرّئِيسِي فِي مُستَشفَى غاي (Guy's) ولَكِنّهَا أصبَحت غَيرَ صَالحَة للاستخدام فِي أوَائِل القَرن العِشرِينَ.

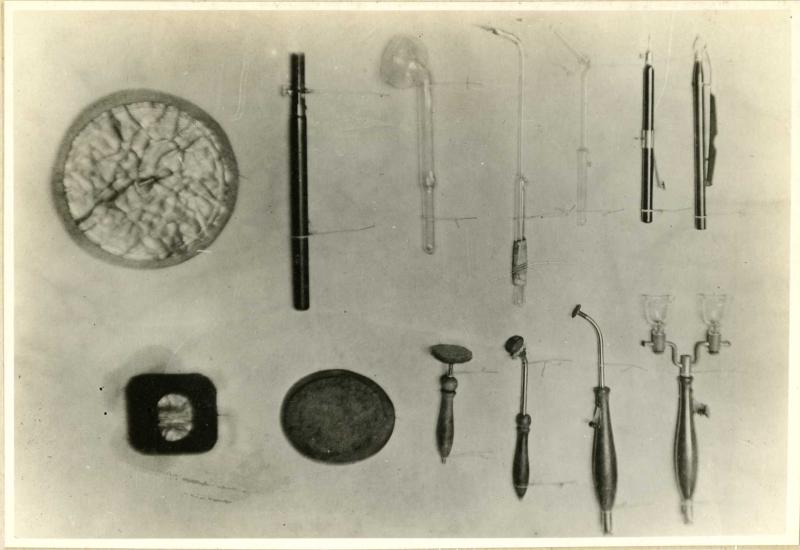
أقطاب العلاج الكهربائي المتنوعة (1918-1920)

## الوَصف
عَادة مَا يَكُون مَصدَر الكَهرَباء لِلحَمّام الكَهربائِي عِبَارة عَنْ آلَة كَهربائيّة احتكاكية. كَانَت تَتِم الأليَة عَلَى أن يَكُون المَريض جالسًا عَلَى مقعد خَشَبي، وَيتم عزل كُل مِنْ المَرِيض والمقعد عَنْ الأرْض بِوَاسِطَة مِنَصة ذِي أرجل زجاجية أو بِمادة عازِلَة أخرَى. ضمن إجرَاءات أخرَى يَكُون المَرِيض مستلقيًا بدلاً مِنْ الجُلُوس. بعد ذلك يِتم شَحَن المَرِيض بالكهرباء السّاكِنَة إمّا عَنْ طَرِيق التوصيل المُبَاشِر بقطب كَهرَبائِي وَاحِد للمولد (عادة مَا يَكُون موجبًا)، أو مِنْ خِلَال الحَثّ الكهروستاتيكي عَنْ طَرِيق حَمَل قُطب كَهرَبائِي كَبِير بِالقُرب مِنْ جِسم المَرِيض، وَكَان التّوَتر الكَهرَبائِي المُطْبق عَلَى المَرِيض حَوَالَي 30-50 كِيلو فولت، وقَد يَستَغرق العِلَاج عِدّة سَاعَات. بَعْد الشحن كَانَ يتِم «استحمام» المَرِيض بالكهرباء، وَمِن هُنَا جَاءَ اسم الإجْرَاء، وَيمكِن مُلاحَظة ذَلِك فِي غُرفَة مُظلِمَة حَيْث تَظهَر كإفرازات مُضِيئَة حَول المَرِيض، خَاصّة عِند الشعر والأطرَاف.
إن العِلَاج بالحَمام الكهربي غَيْر مُؤلِم، وَلَكِنه كَانَ يَتَسبب فِي التعرق وَارتِفَاع دَرَجة حَرَارة المَرِيض وزِيَادة مَعدَل ضَرَبات القَلب، كَمَا كَانَ يَتَسَبب فِي تَوَقف الشعر عِنْد نِهَايته. يُمكِن أنْ يُشكِل الحَمام الكَهرَبائِي علاجًا فِي حَدّ ذَاتِه، وَيُمكِن أنْ يُشكِل أيضًا المَرحَلَة الأولَى مِنْ سِلسِلة علاجات قَد يَخضَع لَهَا المَرِيض. كَانَ الأجَرَاء الشائِع بَعْد الشحن هُو استِخلَاص الشَرَارَات مِنْ المَرِيض، خَاصَّة مِنْ العَمودِ الفقري.

## التّارِيخ
تَم استِخدَام الكَهرَباء لِلعِلاج الطِبي مُنْذ مُنتَصَف القَرن الثَّامِنَ عَشَر. وَمَع ذَلِك، كَانَ هَذَا فِي الأسَاس عَلَى أيدِي الدجالين والمشعوذين، وغالبًا مَا كَانُوا يروجون لِلعِلاج بِاعتِبَاره الدّوَاء الشّافِي الشامِل، كَان جيمس جراهام أحَد المُمَارِسِين ذَوي السُّمعَة السّيِئَة فِي استِخدَام الحَمّام الكَهرَبائِي. تَمّ إدْخَال الحَمام الكَهرَبائِي إلَى التيار العَام بِوَاسِطة بيرد (Golding Bird) فِي مُستَشفَى غاي الذِي أدَار «الغرفة المكهربة» هُنَاك مُنذ عَام 1836. لمْ تَكُن هَذِه هِي المَرة الأولَى التِي يَتم فِيهَا استِخدَام الكَهرَباء كعلاج فِي المُستَشفى، ولَكِن بِيَرد كَانَ أول مَنْ دَرَس فعاليته مِنْ نَاحِيَة الدّقة العِلميَّة. وفقًا لتوماس أدِيسُون فقد التحق بالعمل متدربًا في مستشفى غاي، ووفقاً له فقد كان استِخدَام المُستَشفَى فِي المَاضِي «غامضًا وعشوائيًا». كَان بيرد يُدْرِك جيدًا ضَرُورَة التّغَلب عَلَى هَذِهِ السُّمعَة السّيِئَة وإقناع زُمَلائِه، فَقَد حَدَّد بيرد فِي سِلسِلَة مِنْ تقارير مُستَشفَى غاي علاجات مُحَدّدة لحالات مُعينَة بناءً عَلَى دِراسة الحَالَة، وسارع إلَى إبْرَازِ الحَالَات التِي لَا يُمْكِن مُعَالجَتِهَا حَتّى تمَيِّزَ عَمَلُهُ عَنِ الدجالين. وَمَعَ ذَلِكَ، كَان العِلَاج الكَهرَبائِي يُعتَبَر عادة علاجًا أخيرًا عِنْدَمَا يفشل كُل شَيءٍ آخَر.
كَان استِخدَام بيرد الأَكثَر شيوعًا لِلحَمّام الكَهْرَبائِي هُو استِخدَام الشّحنَة الكهْرَبائيَّة عَلَى المَرِيض لسحب الشّرَارَات عَنْ طَرِيقِ وَضَع قُطب كَهْرَبائِي آخَر بِالقُرب مِنْ نُقطَة العِلَاج. استَخدَم هَذِه الطَّرِيقة عَلَى العَمُود الفقري لِمَن يُعانُون مِن اضطِرَاب حَرَكِي غَيرِ طَبِيعِي "الرُقاص"(Chorea)، هُنَاك حَالَة أخْرَى استَخدَم فِيهَا بيرد هَذَا العِلَاج وَهِي سُقُوط الرُّسْغ الناجم عَن التّسَمُّم بِالرَّصَاص. وَجَد بيرد أنَّ هُنَاك بَعْضِ الحَالَات التِي لَمْ يَنجَح فِيهَا هَذَا العِلَاج، ومعظمها حَالَات تَضَرَّر فِيهَا الدِّمَاغ أوْ الجهَاز العَصَبِي مِثْل الصَّرع.
سُمّيَت عَمَليّة شَحَن المَرِيض بالكهرباء السّاكِنَة باسم فرانكلينزيشن Franklinization بَعْد أَنْ جرّب بنجامين فرانكلين لِفَترَة وَجيزَة فِي هَذَا المَجَال. حَاوَل مُعَالجَة عَدَد مِنْ حَالَات الشّلَل أولاً بالصدمات الكَهْرَبَائية ثُمّ بالشحن السَّاكِن، لَكِنْ دُونَ نَجَاح كَبِير، وَقَدْ وَصَفَ هَذِهِ الإجْرَاءات فِي خِطَاب لَه عَام 1757. يُمْكِن أيضًا تَطْبيق فرانكلينزيشن Franklinization محليًا عَلَى جُرْح أَوْ رُقعَة مُعَيّنة مِنْ الجِلد باستخدام مَجمُوعة مَحْمُولَة بِاليَد مِنْ أَقطاب الإِبرَة. كَانَ القَصدُ فِي كَثِير مِنْ الأحْيان هُو تَولِيد «نسيم ثابت» رِيَاح مِنْ الهَوَاء المتأين فَوْق الجِلْد، بدلاً مِنْ ذَلِكَ، يُمْكِن أَنْ يَكُون الهَدَف هُو اسْتِنشاق الهواءِ المتأين كَشَكل مِنْ أشْكَال العِلَاج بالأوزون.
كَانَت أجهِزَة الحَمّام الكَهرَبَائِيّة المستخدمة طبياً لَا تَزَال مَعرُوضَةٌ لِلبَيع حَتّى أوَاخِر عَام 1908.